# آبشار شیریتو (یاماگاتا)
آبشار شیریتو (به لاتین: Shiraito Falls) یک آبشار در ژاپن است که در توزاوا، یاماگاتا واقع شده‌است.